# 洄村古楼
洄村古楼，是位于山东省淄博市淄川区昆仑镇的一座古建筑。是中华人民共和国全国重点文物保护单位之一。
2013年，列入第四批山东省文物保护单位。2019年10月，列入第八批全国重点文物保护单位。